# Sebastián Driussi
Sebastián Driussi (San Justo, 9 februari 1996) is een Argentijns voetballer die doorgaans als aanvaller speelt. Hij tekende in juli 2017 een contract tot medio 2021 bij Zenit Sint-Petersburg, dat hem overnam van River Plate.

## Clubcarrière
Driussi komt uit de jeugdacademie van River Plate. Hij debuteerde op 2 december 2013 tegen Argentinos Juniors in de Argentijnse Primera División. Hij werd na 73 minuten vervangen door Federico Andrada. Eén minuut later werd de partij beslist door een eigen doelpunt van Argentinos Juniors. Driussi speelde in zijn debuutseizoen twee wedstrijden in de Argentijnse Primera División. In de daaropvolgende jaren tien, achttien en acht. In die vier jaar maakte hij vier doelpunten. Driussi steeg in het seizoen 2016/17 vervolgens boven zichzelf uit door in 29 competitiewedstrijden zeventien keer te scoren. Daarmee werd hij dat jaar tweede op de nationale topscorerslijst, achter Darío Benedetto.

## Clubstatistieken
| Seizoen     | Club        | Competitie       | Competitie | Competitie | Beker | Beker | Internationaal | Internationaal | Totaal | Totaal |
| Seizoen     | Club        | Competitie       | Wed.       | Dlp.       | Wed.  | Dlp.  | Wed.           | Dlp.           | Wed.   | Dlp.   |
| ----------- | ----------- | ---------------- | ---------- | ---------- | ----- | ----- | -------------- | -------------- | ------ | ------ |
| 2013/14     | River Plate | Primera División | 2          | 0          | 3     | 0     | 0              | 0              | 5      | 0      |
| 2014        | River Plate | Primera División | 10         | 0          | 0     | 0     | 5              | 1              | 15     | 1      |
| 2015        | River Plate | Primera División | 18         | 4          | 0     | 0     | 8              | 0              | 26     | 4      |
| 2016        | River Plate | Primera División | 8          | 0          | 6     | 2     | 4              | 0              | 18     | 2      |
| 2016/17     | River Plate | Primera División | 29         | 17         | 1     | 0     | 6              | 3              | 36     | 20     |
| Club totaal | Club totaal | Club totaal      | 67         | 21         | 10    | 2     | 23             | 4              | 100    | 27     |
| 2017/18     | FK Zenit    | Premjer-Liga     | 19         | 3          | 1     | 0     | 12             | 1              | 32     | 4      |
| Club totaal | Club totaal | Club totaal      | 19         | 3          | 1     | 0     | 12             | 1              | 32     | 4      |

Bijgewerkt t/m 16 maart 2018
1 Vasjoetin ·
2 Tsjistjakov ·
3 Santos  ·
4 Kroegovoj ·
5 Barrios ·
6 Fernandes ·
8 Wendel ·
10 Isidor ·
11 Claudinho ·
15 Karavajev ·
16 Adamov ·
17 Mostovoj ·
18 Kovalenko ·
19 Soetormin ·
21 Jerochin ·
25 Eraković ·
28 Alip ·
30 Cassierra ·
31 Mantuan ·
33 Sergejev ·
37 Queiroz ·
41 Kerzjakov ·
55 Rodrigão ·
77 Renan ·
79 Vasiljev ·
Coach: Semak
· Assistent-coach: Anjoekov
· Assistent-coach: Oliveira
· Assistent-coach: Simoetenkov
· Assistent-coach: Tymosjtsjoek